# (156631) Margitan
(156631) Margitan est un astéroïde de la ceinture principale.

## Description
(156631) Margitan est un astéroïde de la ceinture principale. Il fut découvert le 6 mai 2002 au mont Palomar par le programme NEAT. Il présente une orbite caractérisée par un demi-grand axe de 3,11 UA, une excentricité de 0,24 et une inclinaison de 17,5° par rapport à l'écliptique.